# Malacoscylus niger
Malacoscylus niger är en skalbaggsart som först beskrevs av Aurivillius 1909.  Malacoscylus niger ingår i släktet Malacoscylus och familjen långhorningar. Inga underarter finns listade i Catalogue of Life.